# Pseudoplexaura

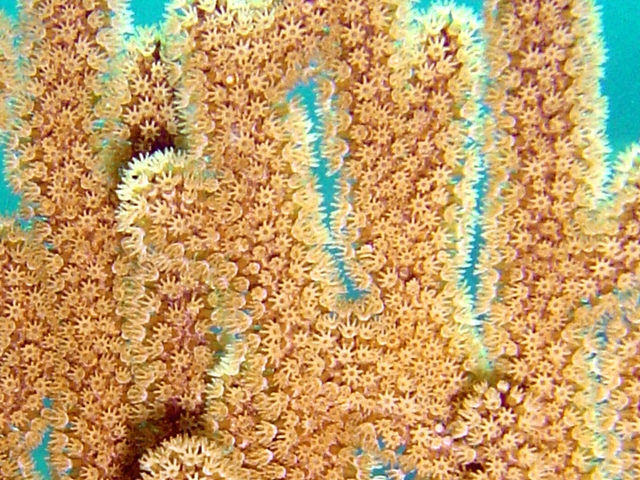
Vista de pólipos de Pseudoplexaura sp (probablemente P. porosa) con sus 8 tentáculos expandidos. Cuba, Pinar del río, María la Gorda, 2005.

Pseudoplexaura es un género de gorgonias marinas perteneciente a la familia Plexauridae, del suborden Holaxonia. 
Sus especies están ampliamente distribuidas en aguas tropicales del océano Atlántico occidental, desde Florida al Caribe.

## Especies
El Registro Mundial de Especies Marinas reconoce como válidas las siguientes especies en el género:
- Pseudoplexaura crucis Bayer, 1961
- Pseudoplexaura flagellosa (Houttuyn, 1772)
- Pseudoplexaura porosa (Houttuyn, 1772)
- Pseudoplexaura wagenaari (Stiasny, 1941)

## Morfología
Su estructura general es en forma arbustiva o en un solo plano, con pocas ramas, de ramificación dicotómica, y con ramas cilíndricas que tienden a verticales, dispuestas más o menos en paralelo. La ramificación ocurre principalmente en el área inferior de la colonia, y, en raras ocasiones, a lo largo de las ramas principales. Las ramas tienen entre 2 y 10 mm de diámetro, según la especie. El axis, o eje, de la colonia esta altamente calcificado con escleritas de calcita y se compone también de gorgonina, sustancia específica que generan gran parte de las gorgonias, y que aporta flexibilidad a sus esqueletos. 
Las escleritas son de diversa forma según su ubicación en la colonia: las de la superficie exterior son principalmente husos con tubérculos, a menudo desarrollados en fuertes espinas, y sobresalientes; y la parte interior suele estar provista de husos ramificados formando escleritas con tres o cuatro radios. Invariablemente, algunas espículas de la corteza axial son de color púrpura.
Los cálices de los pólipos son circulares u ovales, y están al mismo nivel que la superficie de las ramas, por lo que no son protuberantes, con frecuencia con un labio inferior más largo y hacia arriba. La disposición de las aperturas en las ramas de la colonia es próxima, a una distancia de poco menos a más de su propio diámetro, según la especie. Los pólipos son completamente retráctiles.
Pueden alcanzar los 250 cm de largo, en especies como Pseudoplexaura porosa.
La coloración del cenénquima, o tejido común de la colonia que reviste el esqueleto, puede ser amarillenta, verdosa, beige, gris- marrón o púrpura. Los pólipos son de color marrón.

## Reproducción
Se reproducen asexualmente mediante fragmentación, y sexualmente, lanzando al exterior sus células sexuales. En este tipo de reproducción, la mayoría de los corales liberan óvulos y espermatozoides al agua, siendo por tanto la fecundación externa. Son especies gonocóricas, con colonias hembra o macho. El desove de gametos masculinos y femeninos se produce coincidiendo con el verano, y la máxima temperatura del agua marina. Tanto en Bermuda como en Panamá, se produce entre 5 y 8 días después de la luna llena, con un auge en el sexto día. El desove se produce cuando la temperatura del mar excede de 27 °C en el mes anterior, provocando el desarrollo inicial de los gametos. En el caso de P. porosa, en una muestra de 120 ejemplares que medían entre 20 y 250 cm, tan sólo las colonias que superaban los 50 cm de altura eran reproductivas.
Los óvulos expulsados miden entre 560 y 800 μm de diámetro. Los huevos, una vez en el exterior y fertilizados, permanecen a la deriva arrastrados por las corrientes varios días, más tarde se forma una larva plánula que, tras deambular por la columna de agua marina, se adhiere al sustrato y comienza su vida sésil, metamorfoseándose a pólipo, replicándose después por gemación, generando un esqueleto, y dando origen así a la colonia coralina.

## Hábitat y distribución
En la mayor parte de los hábitats de arrecifes de coral, especialmente en arrecifes superficiales. Siempre en áreas expuestas a oleaje moderado. Suelen habitar en substratos rocosos o fondos blandos, con su base enterrada en el sedimento, en suelos arenosos o grietas de rocas. 
Ocurren entre 1 y 283 m de profundidad, más frecuentemente entre 0 y 20 m, y en un rango de temperatura entre 13.80 y 27.88 °C.
Sus especies son predadas por caracoles del género Cyphoma.
Se distribuyen en aguas tropicales del océano Atlántico occidental; en Florida, Golfo de México y el Caribe.

## Alimentación
Contienen algas simbióticas mutualistas (ambos organismos se benefician de la relación), llamadas zooxantelas. Las algas realizan la fotosíntesis produciendo oxígeno y azúcares, que son aprovechados por las gorgonias, y se alimentan de los catabolitos de la gorgonia (especialmente fósforo y nitrógeno). No obstante, también se alimentan de las presas de micro-plancton, que capturan con los minúsculos tentáculos de sus pólipos.

## Galería

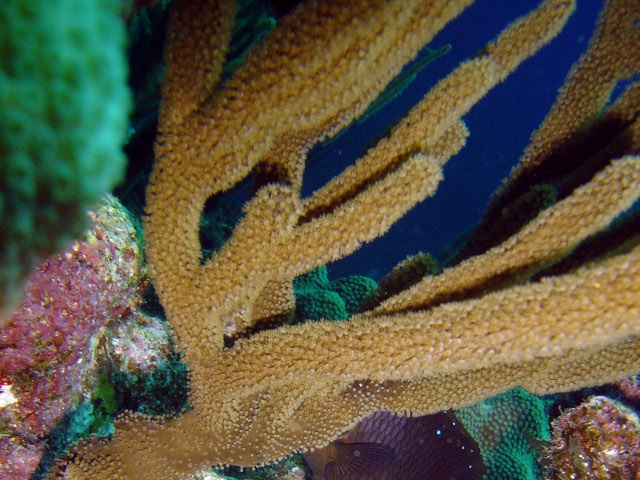
Pseudoplexaura sp, Cuba. Isla Juventud. Paraíso de Mucki, 2005
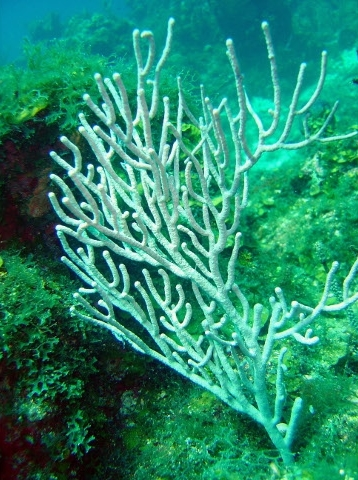
Pseudoplexaura sp. Cuba. Isla Juventud. Pared de Coral Negro, 2005
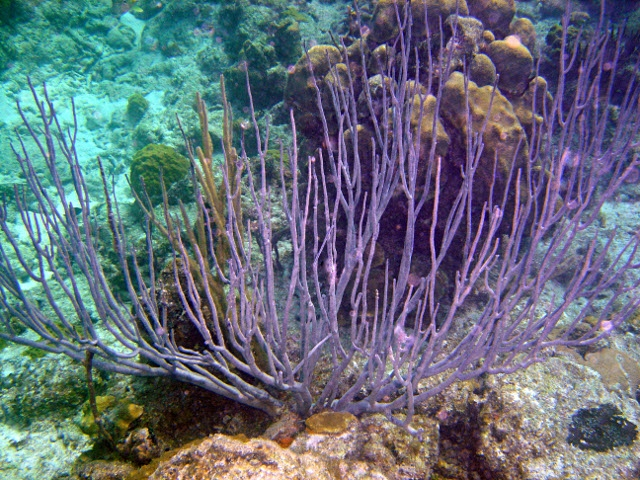
Pseudoplexaura sp (probablemente P. flagellosa). Cuba, Pinar del Río, María la Gorda, 2005
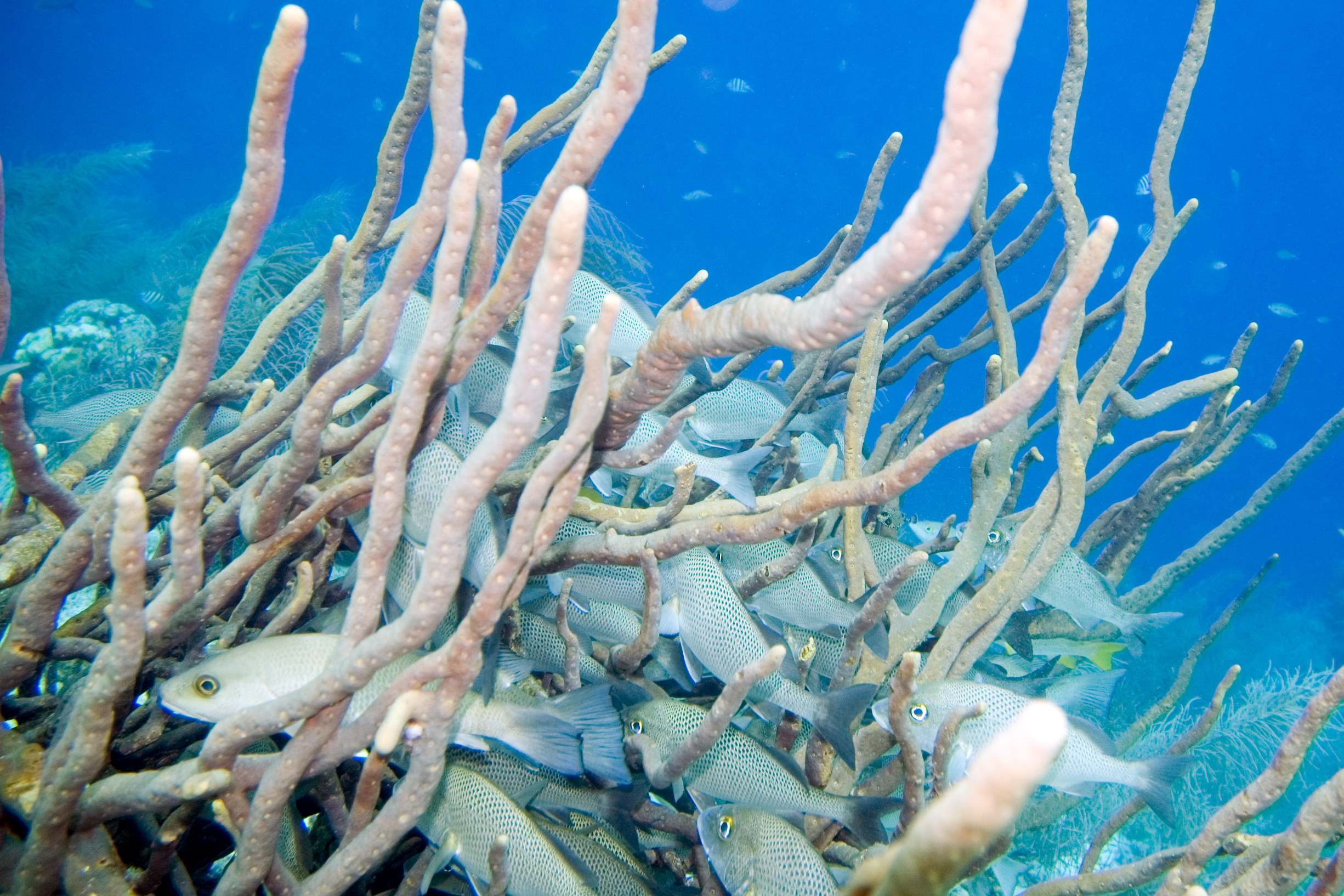
Pseudoplexaura sp (probablemente P. flagellosa por la mayor separación de las aberturas de los pólipos), Bonaire
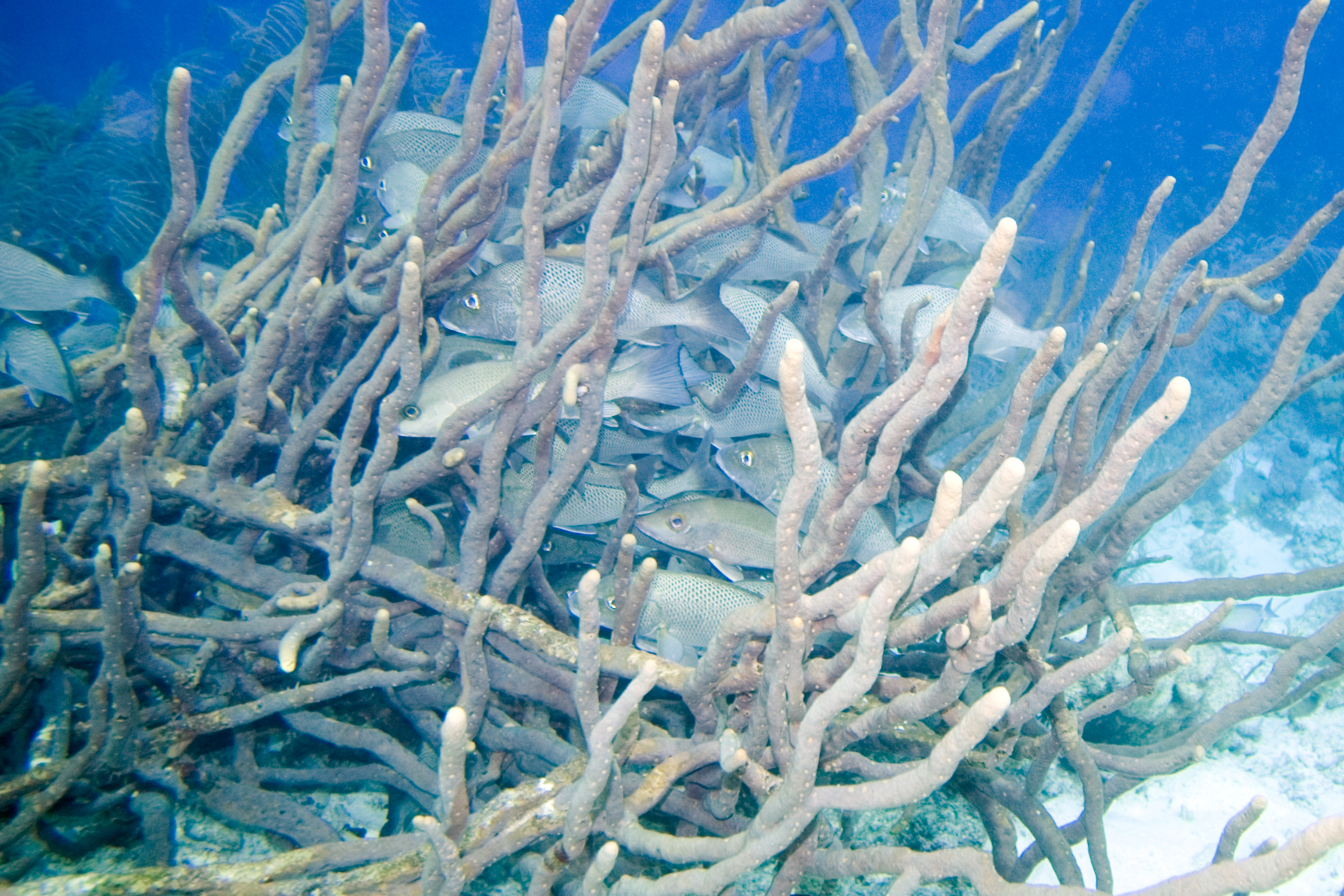
Pseudoplexaura sp, Bonaire